# هالیدشت (املش)
هالیدشت (هلودشت) 
(به گیلکی: هلیۊدشت یا هلی‌دشت یا هلۊدشت) دهکده‌ای است که در منتهی‌الیه جنوبی دهستان لات لیل و شهرستان املش واقع می‌باشد. فاصله آن با مرکز شهر املش حدود ۳۰ کیلومتر است.
اداره کل منابع طبیعی و میراث‌فرهنگی و گردشگری استان گیلان این منطقه را با نام پارک جنگلی هلودشت در محدوده شهرستان املش معرفی کرده‌است.
منطقه هالیدشت (املش)، در دولت نهم جزء مناطق نمونه گردشگری شهرستان املش، به تصویب هیئت وزیران رسیده‌است.

## درباره هالیدشت
با خروج از قسمت غربی شهر املش و عبور از پل این شهر و طی مسیر از سمت روستای لات لیل و بلوردکان و پیمودن مسافتی کمتر از یک ساعت به سمت بالای کوه به دهکده ییلاقی هالیدشت می‌رسید که منطقه‌ای بسیار زیبا و دیدنی می‌باشد.
این دهکده زیبا در ابتدای حوزه استحفاظی شهرستان املش و انتهای دهستان لات لیل قرار دارد و به نوعی دروازه ورودی به ییلاقات زیبای املش از سمت جنوب غربی این شهرستان می‌باشد.مناطق جنگلی هلودشت املش از جمله مناطق بکر و زیبای استان گیلان است که چشم هر بیننده‌ای را نوازش می‌دهد.
در منطقه بالادست دهکده هلودشت (هالی دشت) و در مسیر منتهی به سه راه شلیشه و هم چنین خصیل دشت با مناظر فوق‌العاده زیبایی روبرو خواهید شد
در وصف زیبایی این مناطق همین بس که در روزهای آفتابی از بلندای این کوه‌ها می‌توان مناطق جلگه‌ای شرق گیلان و دورنمای چند شهر از جمله لنگرود، رودسر، لاهیجان و حتی آستانه اشرفیه را مشاهده کرد! به دوستداران طبیعت در اقصی نقاط کشور پیشنهاد می‌شود که حتماً سری به این مناطق بزنند و لذت ببرند.
براساس سرشماری مرکز آمار ایران در سال ۱۳۸۵، جمعیت آن زیر سه خانوار بوده‌است و دارای یک رستوران و چند خانه ویلایی می‌باشد، البته ساخت واحدهای اقامتی نیز رو به گسترش می‌باشد.